# Jiamu (köpinghuvudort i Kina, Xinjiang Uygur Zizhiqu, lat 41,27, long 80,56)
Jiamu (kinesiska: 佳木, 佳木镇) är en köpinghuvudort i Kina. Den ligger i den autonoma regionen Xinjiang, i den nordvästra delen av landet, omkring 640 kilometer sydväst om regionhuvudstaden Ürümqi. Antalet invånare är 18 108. Befolkningen består av 8 803 kvinnor och 9 305 män. Barn under 15 år utgör 23,0 %, vuxna 15-64 år 72 %, och äldre över 65 år 4,0 %.
Runt Jiamu är det glesbefolkat, med 17 invånare per kvadratkilometer. Det finns inga andra samhällen i närheten. Trakten runt Jiamu består till största delen av jordbruksmark.
Genomsnittlig årsnederbörd är 153 millimeter. Den regnigaste månaden är juni, med i genomsnitt 31 mm nederbörd, och den torraste är april, med 3 mm nederbörd.